# The Honeymooners
The Honeymooners (englisch für Flitterwöchner) war eine amerikanische Comedy-Sketch-Show der 1950er Jahre.
Die Show spielte fünfzehn Jahre nach der großen Depression in Brooklyn, New York, an der 328 Chauncey Street, Bensonhurst. In einem Mietshaus leben dort die befreundeten Ehepaare Kramden und Norton. Ralph Kramden, ein Busfahrer, und seine Frau Alice sowie ihre Freunde und Nachbarn Edward L. Norton, ein Kanalarbeiter, und seine Frau Thelma Trixie schlagen sich in kurzen, sketchartigen Folgen durchs Leben.
The Honeymooners lief 1951 als Sketch-Reihe innerhalb der DuMont Television Network Cavalcade of Stars-Show und 1952 mit dem Hauptdarsteller des Ralph Kramden, Jackie Gleason, in The Jackie Gleason Show bei CBS. Die Serie gilt als Vorläufer von Familie Feuerstein (The Flintstones) und wird oft zitiert und parodiert, so beispielsweise in Die Simpsons, in Family Guy und King of Queens. Auf Grundlage der Serie wurde die 2005 veröffentlichte Filmkomödie Honeymooners mit Cedric the Entertainer, Mike Epps, Gabrielle Union und Regina Hall gedreht.
Jackie Gleason, der als Entwickler der Serie gilt und dessen Figur Ralph Kramden die Vorlage für Fred Flintstone aus Familie Feuerstein war, wollte die Produzenten der Zeichentrickserie Hanna-Barbera deswegen verklagen. Freunde und Kollegen rieten ihm ab, um nicht „der Mann, der Fred Feuerstein umgebracht hat“ zu werden.
Die niederländische Serie Toen Was Geluk Heel Gewoon basiert ebenfalls auf The Honeymooners.